# Цвиланце
Цвиланце или Цвиланци (на македонска литературна норма: Цвиланце) е село в Северна Македония, в община Старо Нагоричане, разположено в областта Средорек.

## История
В края на XIX век Цвиланце е малко българско село в Кумановска каза на Османската империя. Според статистиката на Васил Кънчов („Македония. Етнография и статистика“) от 1900 г. Цвиланце (Свиланце) е населявано от 300 жители българи християни.
Цялото християнско население на селото е под върховенството на Българската екзархия. По данни на секретаря на екзархията Димитър Мишев („La Macédoine et sa Population Chrétienne“) в 1905 година в Цвиланци има 176 българи екзархисти.
Според преброяването от 2002 година селото има 52 жители, всички северномакедонци.